# اینا مینا دیکا
اینا مینا دیکا (به هندی: Eena Meena Deeka) فیلمی محصول سال ۱۹۹۴ و به کارگردانی دیوید داوان است. در این فیلم بازیگرانی همچون وینود کانا، جوهی چاولا، ریشی کاپور، انوپم کهیر، آلوک نات، قادرخان، کیران کومار، شاکتی کاپور، گلشن گروور، موهنیش باهل، آنجانا ممتاز، عارون باکشی ایفای نقش کرده‌اند.